# Ratanwadi
Ratanwadi (Marathi: रतनवाडी) ist ein etwa 1150 Einwohner zählendes Dorf im Distrikt Ahmadnagar im indischen Bundesstaat Maharashtra.

## Lage
Ratanwadi liegt in den Westghats in einer Höhe von ca. 750 m ü. d. M. am kleinen Fluss Pravara, einem Nebenfluss des Godavari; der Lake-Arthur-Stausee ist nur ca. 2 km entfernt. Die Distrikthauptstadt Ahmednagar befindet sich ca. 160 km (Fahrtstrecke) südöstlich, doch die Millionenstadt Nashik liegt nur knapp 85 km nördlich. Wegen der Höhenlage ist das Klima gemäßigt; Regen fällt vor allem in der sommerlichen Monsunzeit.

## Bevölkerung
Die Bevölkerung besteht nahezu ausschließlich aus Hindus. Der männliche Bevölkerungsanteil ist um ca. 5 % höher als der weibliche.

## Wirtschaft
Die Landwirtschaft bildet seit Jahrhunderten die Grundlage des (Über-)Lebens in der regenreichen Gebirgsregion. In den letzten Jahrzehnten des 20. Jahrhunderts ist der innerindische Tourismus als Einnahmequelle hinzugekommen.

## Geschichte
Der Ort lag weitgehend außerhalb des territorialen und politischen Interesses der regionalen und überregionalen Mächte. Das nahegelegene Ratangad-Fort wurde im ausgehenden 17. Jahrhundert von dem Marathenführer Shivaji erobert.

## Sehenswürdigkeiten

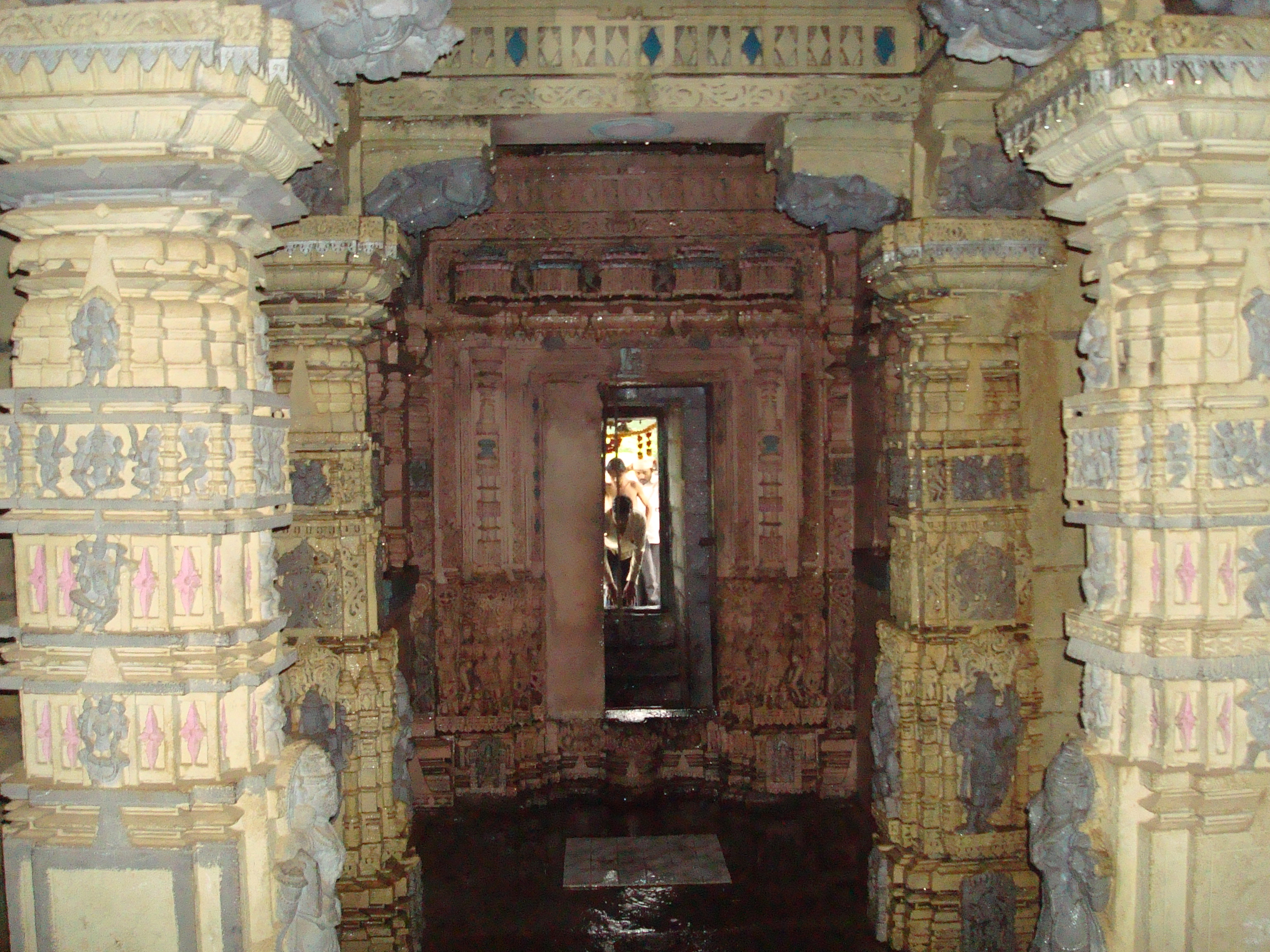
Amruteshwara-Tempel – Mandapa

- Wichtigste Sehenswürdigkeit ist der ca. 150 m nördlich des Ortes gelegene Amruteshwara-Tempel aus dem späten 9. Jahrhundert; er wurde von König Jhanj als einer von 12 Shiva-Tempeln in der Region erbaut. Er besteht aus drei Bauteilen – einer von figürlich und ornamental beschnitzten Pfeilern getragenen Vorhalle (mandapa), einem Vorraum (antarala) und der von einem konisch zulaufenden Turm (shikhara) überhöhten Cella (garbhagriha). Ungewöhnlich ist die Tatsache, dass sich auf der Rückseite des Tempels ebenfalls ein Eingang befindet, so dass die Cella von den Brahmanenpriestern auch direkt von außen betreten werden kann. Vor dem rückwärtigen Eingangsportikus befinden sich zwei liegende Nandi-Statuen.

Umgebung
- Die bergige und waldreiche Umgebung eignet sich zum Wandern. Das ca. 5 km südwestlich gelegene und nur zu Fuß zu erreichende Ratangad-Fort umschließt eine ca. 1200 m hohe Bergkuppe im Kalsubai Harichandragad Wildlife Sanctuary. Das Fort hat mehrere Tore und Brunnen.
- Der höchste Berg Maharashtras, der ungefähr 1646 m hohe Kalsubai, liegt ca. 20 km (Luftlinie) nördlich.